# 朵爾直班
朵尔直班（1315年—1354年），字惟中，元朝蒙古族札剌亦兒氏，木华黎七世孙，别里帖木儿的儿子。
好读书，通晓汉文。开始任宿卫，元文宗时任工部郎中。元统元年（1333年），为监察御史，上书奏时政五事：一，疏远邪佞，专任忠良；二，亲祀宗庙；三，博选勋旧之后，端谨正直之人；四，中枢大臣赏罚必公；五，安弭盗贼，赈济饥民。丞相伯颜、御史大夫唐其势专权害民，唐其势的从子马马沙在陕西不法，被朵爾直班捕获。唐其势大怒，朵说自己只知道奉法，不知其他。至正元年（1341年），为翰林学士，升任资善大夫、知经筵事。将前代名臣言论，编成四卷。一为《学本》，包括明道、厚伦、制行、稽古、游艺等目。二为《君道》，包括敬天、爱民、知人、纳谏、治内等目。三为《臣职》，包括宰辅、台察、守令、将帅、执御等目。四为《国政》，包括兴学、训农、理财、审刑、议兵等目。元顺帝赐名《治原通训》。至正五年（1345年）为中书参知政事。同知经筵事，提调宣文阁。至正十一年（1351年），为中书平章政事。元末民变，上书反对屠杀汉人。出任陕西行台御史大夫。收复商州，招募百姓为兵，非常精锐。弹劾丞相脱脱的弟弟也先帖木儿，改任湖广行省平章事，负责供给军粮。百姓知道他的清廉，乐于上交谷米充军饷。他得风疾，在黄州兰溪驿卒，年四十岁。

## 传記資料
- 《元史》列传第二十六
- 《新元史》列传第十七 木华黎下